# 法学

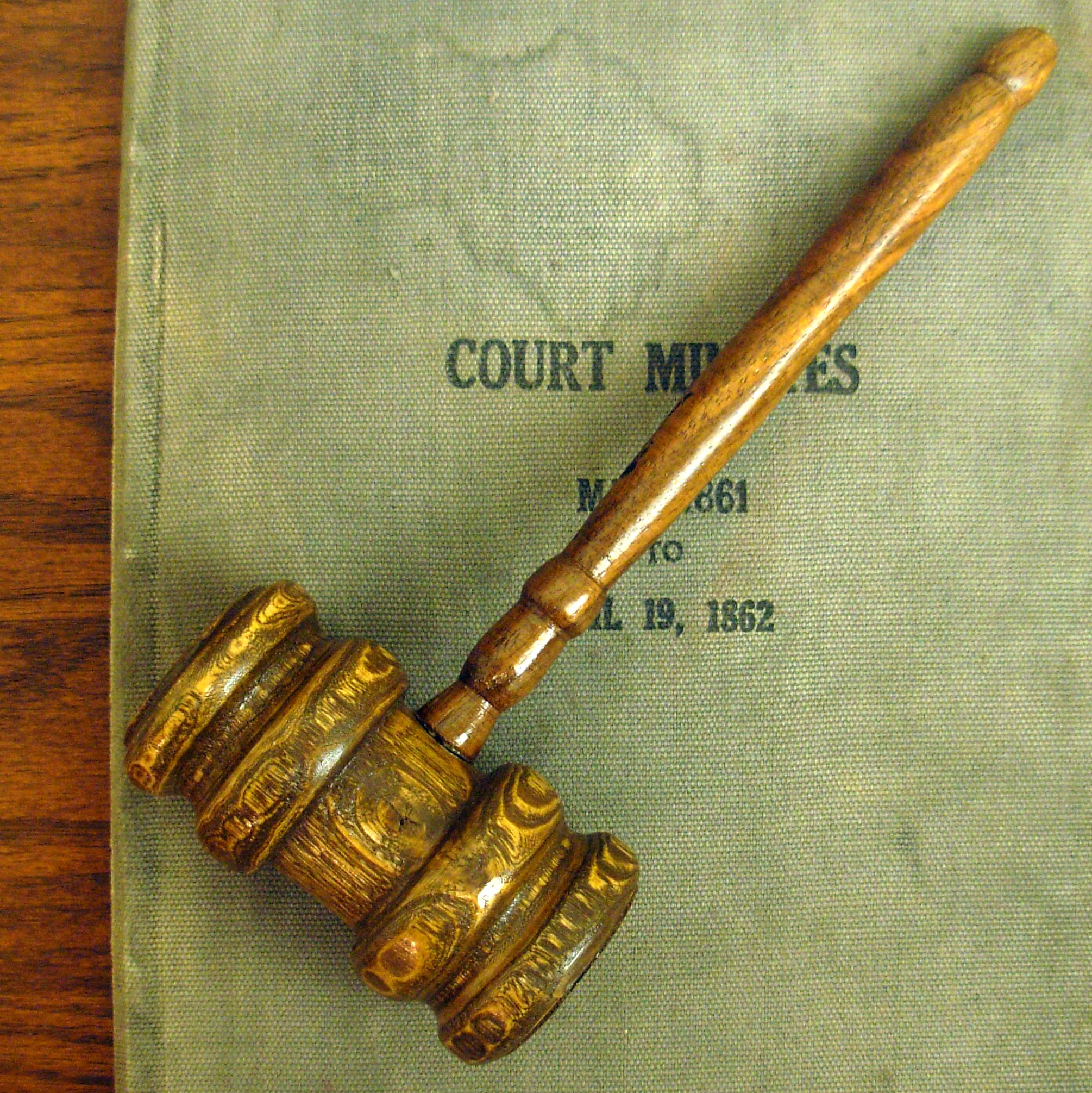
ミネソタ司法センターに展示されている小槌と法廷議事録

法学（ほうがく）または法律学（ほうりつがく、英: jurisprudence、仏: jurisprudence、独: Rechtswissenschaft, Jurisprudenz、伊: giurisprudenza）とは、法又は法律に関する学問である。
法学の分類として一般的なのは、実定法に関する研究を行う実定法学（実定法の意味を認識体系化する法解釈学と、立法に関する立法学に分けることができる。）と、基礎法学への分類である。

## 語源
ドイツ語「Jura（）」という語で同じ内容を指すこともあるが、本来これはラテン語の「ius（）」（法）の複数形である。複数形であるのは、俗界の法（特にローマ法）と聖界の法（カノン法あるいは教会法）の両方を修めていた頃の名残であるといわれる。また、英語の「jurisprudence（）」やフランス語の「jurisprudence（）」、ドイツ語の「Jurisprudenz（）」、ローマ法における「iuris prudentia（）」（法の賢慮）という表現に由来する。市民法大全の 法学提要によれば、「法学とは、…正しいことと正しくないことを知ることである」とされていた。
しかし、イマヌエル・カント以来の法と道徳の峻別の結果、実定法学が分かれ出ることになる。

## 基礎法学と実定法学

### 基礎法学
基礎法学の中で、法哲学は、古代ギリシアに起源を有するが、19世紀に実定法学から分離し成立した分野で、実定法の哲学的考察・実定法の一般理論・法学方法論をその領域とする。法史学（法制史学）は実定法学の一部としてのローマ法学やゲルマン法学の法源研究に起源を有し、これらが発展したものである。諸法域の実定法を比較する比較法学とともに、歴史的・地理的な比較の中に対象となる実定法（日本では日本法）を位置づけることにより、実定法の認識を豊かなものにする。日本の研究においては、基礎法学（特に比較法学と法史学）による知見を基に一定の解釈を展開するというスタイルが支配的である。
- 法哲学
- 法史学（法制史・国制史）
  - 西洋法制史 : 楔形文字法、古代ギリシア法、ローマ法、教会法（特にカノン法）
  - 東洋法制史 : 中国法制史
  - 日本法制史
- 比較法学
  - 大陸法
    - ドイツ法 : ドイツ法史、ドイツ憲法、ドイツ行政法、ドイツ民法、ドイツ商法、ドイツ民事訴訟法、ドイツ刑法、ドイツ刑事訴訟法
    - フランス法 : フランス法史、フランス憲法、フランス行政法、フランス民法、フランス商法、フランス民事訴訟法、フランス刑法、フランス刑事訴訟法
    - イタリア法
    - オランダ法 : オランダ民法
    - ベルギー法
    - スイス法 : スイス民法
    - オーストリア法 : オーストリア民法
    - スペイン法
    - イベロ・アメリカ法
    - スコットランド法
    - 日本法
    - 韓国法
    - 台湾法

  - 英米法
    - イングランド法
    - アメリカ法 : アメリカ法史、アメリカ憲法、アメリカ行政法、アメリカ刑法、アメリカ刑事訴訟法。

  - イスラーム法
  - 社会主義法
    - 中華人民共和国法
- 法政策学
- 法社会学
- 犯罪学・刑事学・刑事政策
- 法と経済学
- 実定法の体系
  - 自然法・実定法
  - 公法・私法
  - 市民法・社会法
  - 実体法・手続法
  - 民事法・刑事法
  - 国内法・国際法
  - 実質法・抵触法

### 実定法学
実定法学の対象は、大きく公法と私法に分かれる。これらの対象に応じて、公法学・私法学と呼ぶ。憲法学（国法学）、行政法学、租税法学、刑法学などは公法学に属し、民法学、商法学などは私法学の個別分野である。しかし、この分類は理論的に意味のあるものであるが、あまり便宜的ではないので、公法学、民事法学、刑事法学、基礎法学のように四分することもある（民事訴訟法と刑事訴訟法は、先の分類ではともに公法学に属するとされるが、ここでは民事法学と刑事法学に分かれる）。ここでは、国際法を公法に含め、四つのカテゴリーに分けることとする。
- 公法
  - 日本国憲法（国法学） : 憲法総論、基本的人権、統治機構、憲法訴訟
  - 行政法 : 行政法総論、行政争訟法、国家補償法、行政組織法、地方自治法、公務員法、警察法、防衛法、環境法、都市法（国土整備法）、公用負担法、経済行政法、公企業法、交通・運輸法、教育・文化法
  - 租税法
  - 財政法
  - 情報法（狭義）
  - 国際法 : 海洋法、空法、宇宙法、国際責任法
    - 国際組織法
    - 国際人権法
    - 国際経済法
    - 国際環境法
    - 国際刑事法（刑事国際法）
    - 国際人道法（戦争法・武力紛争法・戦時国際法）

- 民事法
  - 民法 : 民法総則、物権法（科目名としては、総則、占有権、所有権及び用益物権のみで担保物権を除くことが多い）、担保物権法、債権総論、契約法、事務管理、不当利得、不法行為、親族法、相続法
  - 商法 : 商法総則、会社法、商行為法、保険法、海商法、有価証券法、金融法
  - 信託法
  - 消費者法：消費者基本法、消費者契約法、消費者安全法、特定商取引法、食品表示法、公益通報者保護法、消費生活用製品安全法
  - 民事手続法 : 民事訴訟法、民事執行法、民事保全法、倒産法、国際民事手続法
  - 国際私法
  - 国際取引法

- 刑事法
  - 刑法 : 刑法総論、刑法各論、経済刑法
  - 刑事手続法：刑事訴訟法、少年法
  - 犯罪者処遇法（行刑法）：刑事収容施設及び被収容者等の処遇に関する法律、更生保護法

- その他の法
  - 労働法：個別的労働関係法、集団的労働関係法（労使関係法）、労働争訟法、労働市場法（雇用保障法）
  - 社会法、社会保障法、医事法
  - 経済法（産業法） :競争法、景品表示法
  - 知的財産権法（無体財産権法）：産業財産権法（特許法、実用新案法、意匠法、商標法）、知的財産権（狭義）（著作権法、不正競争防止法、種苗法、集積回路の配置に関する法律）

## 学派
法思想その他によって、法学の学派を区別することがある。
- 註釈学派（Glossatoren）・後期註釈学派（Postglossatoren）・復古学派（Humanisten）
- 歴史法学
- ロマニスト（Romanist）・ゲルマニスト（Germanist）
- 国家学的方法（staatswissenschaftliche Methode）・法学的方法（juristische Methode）
- 自然法学・実証主義法学・純粋法学（reine Rechtslehre）
- 近代法学・ポストモダン法学
- リアリズム法学
- 自由法学・利益法学
- マルクス主義法学
- フェミニズム法学